# Jennifer Higgie
Jennifer Higgie (* 1962) ist eine australische Autorin, Verfasserin von Bühnenstücken und Kunstkritikerin. Sie ist Mitherausgeberin der Zeitschrift Frieze, die in London seit 2003 die  jährliche Kunstmesse Frieze Art Fair durchführt.
Higgie ist Autorin von Artikeln in der Londoner Zeitschrift Frieze über Vertreter der Gegenwartskunst und verfasste einige Abschnitte des Ausstellungskatalogs zum Australischen Pavillon auf der Biennale von Venedig 2005, der den Titel The Past Sure is Tense; the Past sure is Now trug.
Ihr erster Roman aus dem Jahre 2006 trug den Titel Bedlam und erschien in deutscher Sprache im Jahre 2009 im Parthas Verlag, Berlin mit dem Titel Bedlam und andere Stationen einer Reise, die ein gewisser Richard Dadd im Jahre 1842 unternahm.

## Veröffentlichungen
- zusammengestellt von Jennifer Higgie: The Littel Book of Venom: a Collection of Historical Insults. Carter Books, Lincolnwood, Chicago, Illinois, USA 1998, ISBN 0-809228084.
- Bedlam. Sternberg, New York City/Berlin 2006, ISBN 1-933128-12-7.
  - deutsch: Bedlam und andere Stationen, die..., Parthas, Berlin 2009, ISBN 978-3-86601-330-8.